# Mamuka Cereteli
Mamuka Cereteli (gruz. მამუკა წერეთელი, ur. 21 lutego 1979 w Dżwari) – gruziński piłkarz występujący na pozycji obrońcy.

## Kariera klubowa
Cereteli karierę rozpoczynał w 1996 roku w rezerwach Dinama Tbilisi, grających w drugiej lidze gruzińskiej. W 1997 roku przeszedł do łotewskiego FK Ventspils. Spędził tam sezon 1997, w którym zajął z zespołem 4. miejsce w Virslīdze. W 1998 roku odszedł do innego łotewskiego klubu, Skonto. Jednak w trakcie sezonu 1998 przeniósł się do rosyjskiej Ałaniji Władykaukaz, w której barwach przez trzy sezony występował w pierwszej lidze rosyjskiej.
W 2001 roku Cereteli przeszedł do belgijskiego Lierse SK. W Eerste klasse zadebiutował 11 sierpnia 2001 w zremisowanym 1:1 meczu ze Sportingiem Lokeren. W sezonie 2001/2002 w barwach Lierse rozegrał dwa spotkania. W połowie 2002 roku odszedł do cypryjskiej drużyny Nea Salamina Famagusta, gdzie spędził sezon 2002/2003.
W 2003 roku Cereteli wrócił do Dinama Tbilisi. W sezonie 2003/2004 zdobył z nim Puchar Gruzji. Następnie odszedł do irańskiego Saba Battery, z którym w sezonie 2004/2005 wygrał rozgrywki Pucharu Hazfi, będącego krajowym pucharem. W 2005 roku wrócił do Gruzji, gdzie w sezonie 2005/2006 reprezentował barwy Dinama Suchumi. Potem zakończył karierę.

## Kariera reprezentacyjna
W reprezentacji Gruzji Cereteli zadebiutował 19 sierpnia 1998 w przegranym 0:4 towarzyskim meczu z Ukrainą. W latach 1998–2004 w drużynie narodowej rozegrał 12 spotkań.